# 未知
| ウィキペディアには「未知」という見出しの百科事典記事はありません（タイトルに「未知」を含むページの一覧/「未知」で始まるページの一覧）。 代わりにウィクショナリーのページ「未知」が役に立つかもしれません。 |